# Gliese 349
Gliese 349 és un estel amb una Classe Espectral K3 Ve i una velocitat radial de +27.6 km / s, localitzada a 36.8 anys llum del sol. L'estel es troba en ascensió recta 09h 7 m 9 s 09h 7 m s 9 i una declinació +05° 52′ +05 ° 52 ' a la constel·lació hydra. L'estel és també conegut com a HD 82106, i el LHS 2147.